# 宝定
宝定（ほうてい）は、ベトナム莫朝の閔宗莫敬止が使用した元号。1593年（後黎朝光興15年12月）。

## 西暦・干支・他元号との対照表
| 宝定 | 元年     |
| 西暦 | 1592年   |
| 干支 | 壬辰     |
| 黎朝 | 光興15年 |
| 明   | 万暦20年 |